# Matrimonio concordatario
Nel diritto civile italiano, il matrimonio concordatario è un matrimonio che si celebra innanzi ad un ministro del culto cattolico, al quale lo Stato riconosce, a certe condizioni, effetti civili. È regolato dall'art. 8 della legge 25 marzo 1985, n. 121 e dall'art. 4 del Protocollo addizionale che costituisce parte integrante dell'accordo (legge 121/1985). Tuttavia, la legge n. 847/29 è ancora vigente per la parte compatibile con le nuove norme, così come è stata modificata dalle sentenze della Corte costituzionale, che riguardo ad un patto trattato tra due nazioni e Stati sovrani (Italia e Città del Vaticano) ha delineato i principi supremi dell'ordinamento costituzionale come parametro del giudizio di costituzionalità delle disposizioni concordatarie (sentenza n. 30 del 1º marzo 1971, C. Cost., 2.2.1982, n.16; 1.3.1971 n.32).

## Storia
Il matrimonio è un settore del diritto ecclesiastico che col tempo ha acquisito sempre maggiore rilevanza.
La sostanza del matrimonio religioso si ricava dagli ordinamenti confessionali (per il cattolico da quello canonico), mentre gli altri tipi di matrimonio sono disciplinati in via preliminare dal codice civile (oltre che da ciascuna intesa e dalla legge sui culti ammessi). Fino ai Patti Lateranensi del 1929, il sistema matrimoniale italiano era caratterizzato dal principio del doppio binario, secondo il quale il matrimonio religioso e quello civile erano considerati su due piani totalmente separati, senza alcun collegamento tra essi. L'unico modo che il credente aveva per attribuire rilevanza giuridica civile al proprio matrimonio religioso era quello di stipularli entrambi. I Patti hanno introdotto il matrimonio religioso di effetti civili, il quale ha, nel procedimento di trascrizione, il momento attraverso cui si realizza il collegamento tra ordinamento statuale e canonico. Per quanto riguarda il matrimonio acattolico, a qualunque confessione ci si riferisca, si deve tenere presente la legge 1159/1929. I tipi di matrimonio riconosciuti oggi dall'ordinamento italiano sono:
- Quello meramente religioso;
- Quello religioso ad effetti civili;
- Quello civile;
- Quello acattolico.

Importanti cambiamenti sono stati introdotti con riferimento al matrimonio civile: si pensi alla legge sul divorzio del 1970 e alla riforma del diritto di famiglia del 1975. Non può essere trascurata, inoltre, una serie di problemi di grande attualità: si pensi ai conflitti religiosi che possono nascere all'interno della famiglia (in merito all'educazione religiosa dei figli, il cambiamento di confessione di uno dei coniugi) o a tutte le problematiche relative ai matrimoni misti (cioè tra persone di diversa confessione religiosa, o tra un ateo e un fedele, ecc.).
Dunque, la materia matrimoniale è in continua evoluzione e non si può pretendere di darle un inquadramento statico.

## Procedura
Come per il matrimonio civile, occorre che la celebrazione sia preceduta dalle pubblicazioni da effettuarsi, oltre che presso la parrocchia degli sposi, anche presso la casa comunale, secondo le norme del codice civile e dell'ordinamento di stato civile.
Trascorsi tre giorni dal compimento del termine per le pubblicazioni, l'ufficiale di stato civile, ove non gli sia stata notificata alcuna opposizione e nulla gli consti ostare al matrimonio, rilascia un certificato, in cui dichiara che non risulta l'esistenza di cause che si oppongano alla celebrazione di un matrimonio valido agli effetti civili.
La celebrazione è regolata quasi esclusivamente dalle norme del diritto canonico. La legge prevede alcuni adempimenti per il prodursi degli effetti civili, che consistono nella lettura agli sposi, da parte del ministro del culto, degli artt. 143, 144 e 147 (riguardanti i diritti e doveri dei coniugi) e nella redazione da parte del parroco dell'atto di matrimonio in duplice originale, il secondo dei quali destinato ad essere trasmesso all'ufficiale di stato civile.
Nell'atto possono essere inserite le dichiarazioni dei coniugi consentite secondo la legge civile, come la scelta del regime patrimoniale di separazione dei beni e il riconoscimento di un figlio naturale.

### Trascrizione
L'atto di matrimonio, formato dal celebrante e sottoscritto dagli sposi e dai testimoni, deve essere trasmesso entro cinque giorni all'ufficiale di stato civile per la trascrizione nei registri di stato civile, trascrizione che ha efficacia costitutiva del vincolo nell'ordinamento italiano. L'ufficiale di stato civile effettua la trascrizione entro ventiquattro ore dal ricevimento dell'atto e ne dà notizia al parroco.
La trascrizione opera retroattivamente: gli effetti civili del matrimonio si producono quindi dal giorno della sua celebrazione. In presenza di impedimenti inderogabili secondo la legge civile o in mancanza dei requisiti di età stabiliti dall'art. 84 del codice civile, la trascrizione non può avere luogo. Se il termine di cinque giorni non viene rispettato, si ha trascrizione tardiva, che però è ammessa solo su richiesta concorde dei coniugi o su richiesta di uno solo di essi, ma con la conoscenza e senza l'opposizione dell'altro. 
Non è ammessa la trascrizione post mortem. Quest'ultima era consentita dalla legge 847/1929, secondo la quale la trascrizione dell'atto di matrimonio (che per qualsiasi ragione fosse stata omessa), poteva essere richiesta in ogni tempo da chiunque ne avesse interesse, purché al momento della celebrazione fossero sussistite le condizioni previste dalla legge e non fossero venute meno in seguito. Dopo l'abrogazione della sopraccitata legge e in assenza di una nuova regolamentazione matrimoniale, svolge un parziale ruolo suppletivo una circolare del Ministro di grazia e giustizia del 1986, la quale stabilisce il dovere di acquisire piena sicurezza sulla volontà di entrambi i coniugi di conferire effetti civili al matrimonio religioso: in quest'ottica, è ritenuto plausibile l'uso del testamento come deposito della volontà di una persona.
Per la legge italiana la trascrizione nei registri dello stato civile del matrimonio canonico (valido solo per la Chiesa), con la sua trasformazione quindi in matrimonio concordatario (valido anche per lo Stato), non è affatto obbligatoria, mentre è fortemente consigliata dalla Chiesa, al punto tale che, per contrarre un matrimonio solo canonico, è necessaria l'autorizzazione del vescovo competente.

## Il problema della riserva di giurisdizione
Una caratteristica fondamentale che distingue il matrimonio concordatario da quello civile è la possibilità del riconoscimento da parte dello Stato italiano delle sentenze di nullità matrimoniale pronunciate dalla giustizia ecclesiastica, di cui la Sacra Rota rappresenta l'ultimo grado di giudizio. In base all'art. 8 del nuovo Concordato del 1984 di regola queste sentenze, salvo casi particolari, devono essere riconosciute dallo Stato (tramite la corte d'appello competente attraverso un giudizio cd. di "delibazione") con la conseguenza che, in caso di delibazione avvenuta, si applica la legislazione italiana sul mantenimento del coniuge economicamente debole in caso di nullità del matrimonio,  con regole diverse da quelle previste per la separazione e il divorzio, sulla base della considerazione naturale che il matrimonio annullato giuridicamente è come mai celebrato (non si tratta perciò di divorzio). In tal caso, l'assegno di mantenimento per l'ex coniuge in buona fede è possibile per non più di tre anni. Resta fermo l'obbligo del mantenimento dei figli, che non grava sui coniugi ma sui genitori.
L'annullamento (tecnicamente "dichiarazione di nullità") del matrimonio, secondo il diritto canonico non è libero (come il divorzio civile) ma è concesso solo se il vincolo matrimoniale presentava determinati vizi del consenso già al momento della celebrazione e non invece per problemi sorti tra i coniugi nel corso della vita matrimoniale. Tra questi vizi del consenso, che è sufficiente siano presenti anche da un solo coniuge, ve ne sono alcuni molto simili a quelli previsti dal diritto civile per tutti i contratti (violenza, dolo, errore, incapacità psichica), ma ve ne sono altri di natura esclusivamente spirituale (mancata accettazione della durata del vincolo per tutta la vita, volontà di non volere dei figli, non accettazione della fedeltà) che per la Chiesa rivestono la massima importanza per dare senso o meno al proprio matrimonio, ma quasi del tutto assenti nel matrimonio civile, che prevede condizioni di accesso al matrimonio molto meno stringenti.
Per proporre istanza (libello) di annullamento del matrimonio canonico, diversamente dal divorzio, non è necessaria la preventiva separazione civile. Abilitati alla difesa presso i tribunali ecclesiastici sono solo gli avvocati ecclesiastici, abilitati dalla Santa Sede e non i comuni avvocati civili.